# Halkevi
Halkevi (Casa del poble, plural: Halkevleri, Cases del poble) foren uns centres culturals i socials fundats per Atatürk com a llocs de reunió i aprenentatge. Fundades formalment el 19 de febrer de 1932 van arribar a 379 al 1940 i a 478 el 1950. Van substituir a les Türk Ojaghi (Llars Turques), que tenien funcions similars sota el Comitè Unió i Progrés (1912-1918) i que van existir fins al 10 d'abril de 1930 quan foren formalment dissoltes.
Aquestes cases posseïen biblioteques, difonien l'ensenyament, fomentaven el teatre i altres aspectes culturals. Foren abolides el 8 d'agost de 1951 per la llei 530 i els seus béns confiscats; el règim militar establert el 1960 va intentar recuperar la institució (12 d'abril de 1961) amb el nom de Türk Kültür Dernekleri (Associacions Culturals Turques) rebatejada Halkevi (Halkevleri) el 21 d'abril de 1963, i foren abolides amb el cop d'estat de 1980, reobrint en 1987.

## Galeria d'imatges

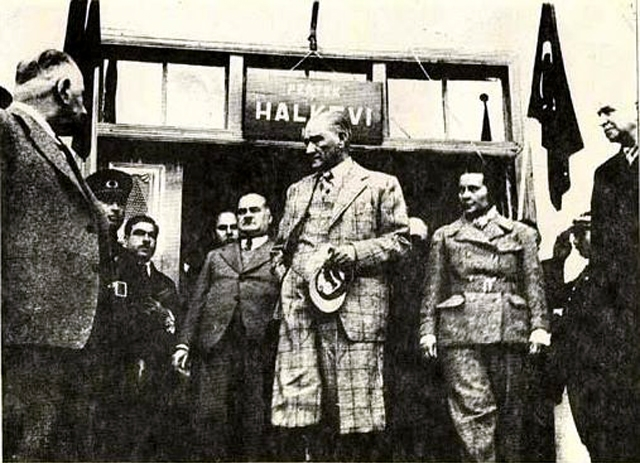
Atatürk visita a la Halkevi de Pertek, Tunceli amb Sabiha Gökçen, la seva filla adoptiva, 1937.
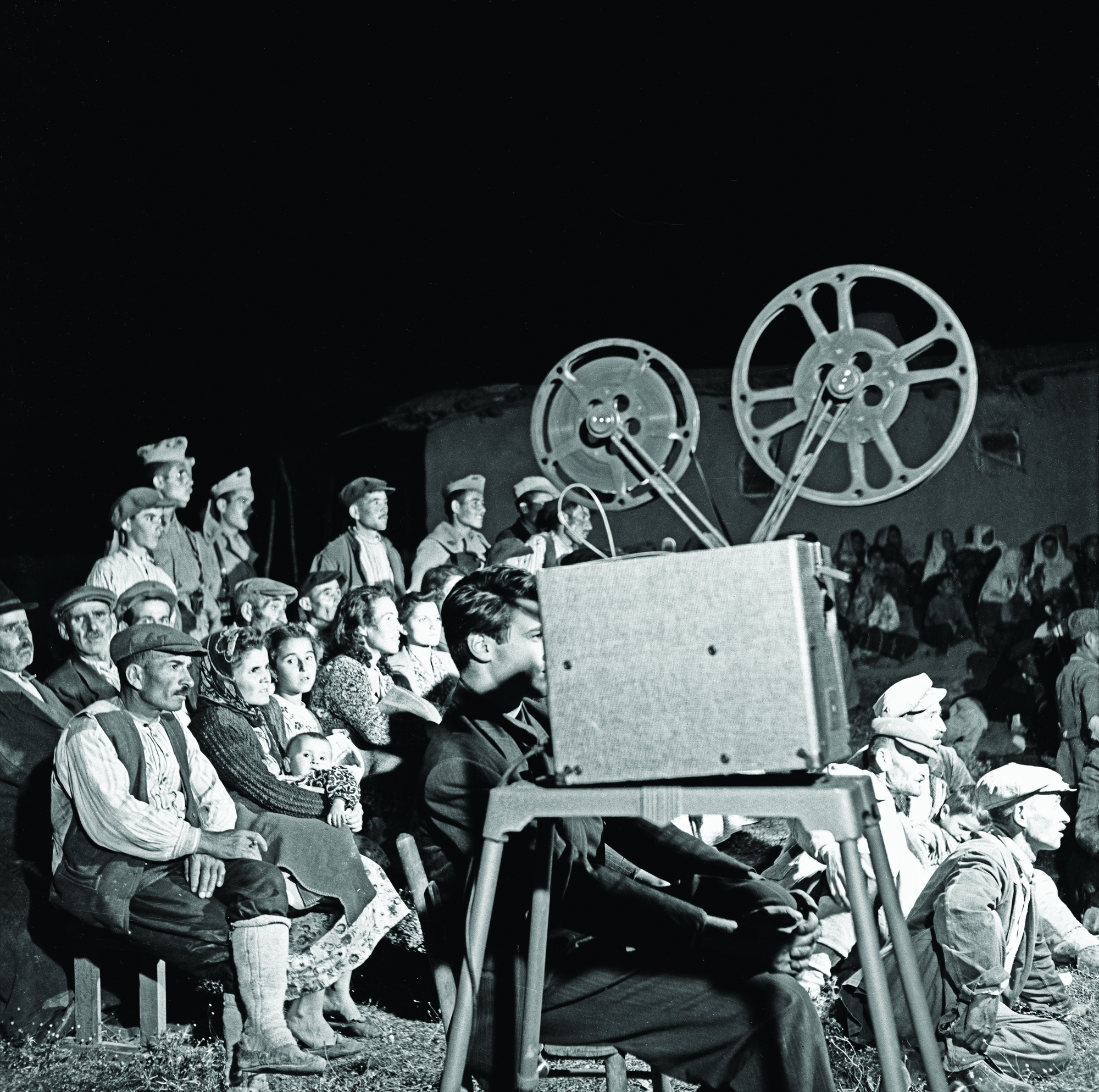
1930s: Camperols, d'un petit poble prop d'Ankara veuen una pel·lícula organitzat per la Halkevi de la capital turca.
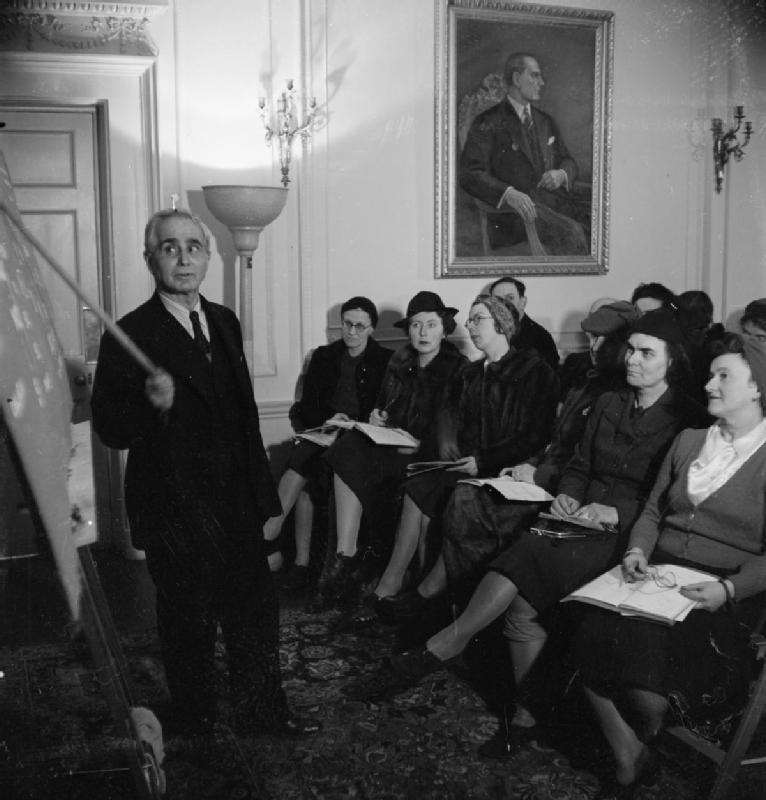
Anglesos aprenen turc, a la Halkevi de Londres, el 1943.
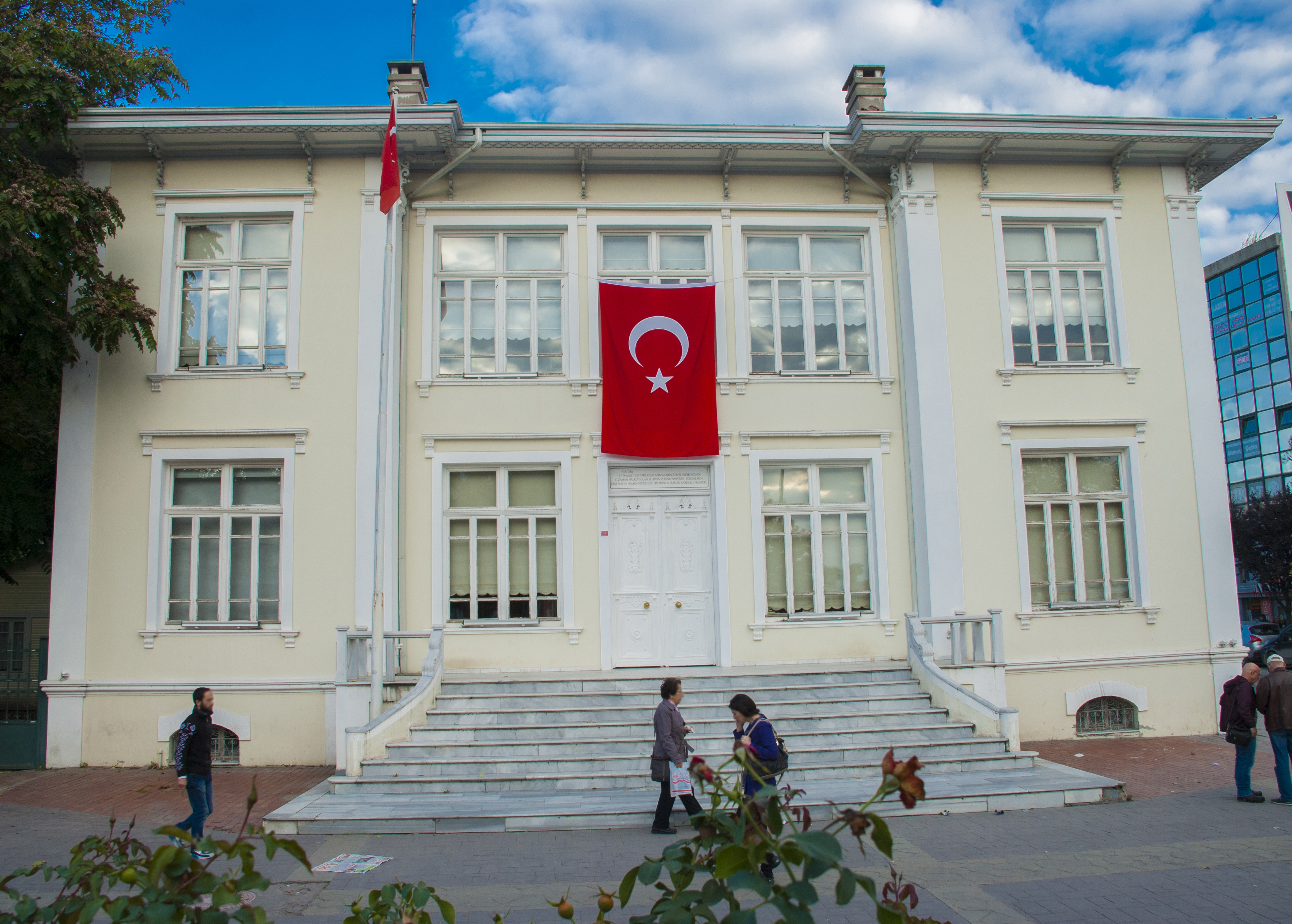
El antic edifici de la Halkevi de Adapazarı, actualment un centre cultural.